# Gadira (arna)
Gadira és un gènere d'arnes de la família Crambidae.

## Taxonomia
- Gadira acerella Walker, 1866
- Gadira leucophthalma (Meyrick, 1882)
- Gadira petraula (Meyrick, 1882)